# 1. Fußballclub Union Berlin 1995-1996
Questa voce raccoglie le informazioni riguardanti il 1. Fußballclub Union Berlin nelle competizioni ufficiali della stagione 1995-1996.

## Stagione
Nella stagione 1995-1996 l'Union Berlino, allenato da Hans Meyer, Eckhard Krautzun, Karsten Heine e Frank Vogel, concluse il campionato di Regionalliga Nordest al 2º posto.

## Rosa
| N. |                        | Ruolo | Calciatore    |
| -- | ---------------------- | ----- | ------------- |
| 25 | Germania (bandiera)    | C     | Jörg Schwanke |
|    | Germania (bandiera)    | P     | Oskar Kosche  |
|    | Germania (bandiera)    | D     | David Bergner |
|    | Lussemburgo (bandiera) | D     | Frank Deville |
|    | Germania (bandiera)    | D     | Jens Härtel   |
|    | Germania (bandiera)    | D     | Gerald Klews  |
|    | Albania (bandiera)     | D     | Adnan Oçelli  |
|    | Germania (bandiera)    | D     | Tom Persich   |
|    | Germania (bandiera)    | D     | Frank Placzek |
|    | Germania (bandiera)    | D     | Marko Rehmer  |

| N. |                                 | Ruolo | Calciatore         |
| -- | ------------------------------- | ----- | ------------------ |
|    | Germania (bandiera)             | D     | Rayk Schröder      |
|    | Germania (bandiera)             | D     | Andreas Zimmermann |
|    | Polonia (bandiera)              | C     | Jacek Frąckiewicz  |
|    | Germania (bandiera)             | C     | Torsten Petzold    |
|    | Albania (bandiera)              | C     | Ervin Skela        |
|    | Bosnia ed Erzegovina (bandiera) | A     | Sergej Barbarez    |
|    | Germania (bandiera)             | A     | Thorsten Boer      |
|    | Polonia (bandiera)              | A     | Marek Czakon       |
|    | Germania (bandiera)             | A     | Marco Küntzel      |
|    | Germania (bandiera)             | A     | Nico Patschinski   |

## Organigramma societario
Area tecnica
- Allenatore: Karsten Heine
- Allenatore in seconda:
- Preparatore dei portieri:
- Preparatori atletici:
- Analisi video:

## Calciomercato

### Sessione estiva
| Acquisti | Acquisti           | Acquisti          | Acquisti |
| R.       | Nome               | da                | Modalità |
| -------- | ------------------ | ----------------- | -------- |
| A        | Marek Czakon       | Eintracht Treviri |          |
| A        | René Deffke        | Wolfsburg         |          |
| C        | Jacek Frąckiewicz  | Wolfsburg         |          |
| D        | Gerald Klews       | Hertha Berlino    |          |
| A        | Marco Küntzel      | Hansa Rostock     |          |
| D        | Adnan Oçelli       | Zara              |          |
| D        | Rayk Schröder      | BFC Dynamo        |          |
| C        | Jörg Schwanke      | Bochum            |          |
| D        | Andreas Zimmermann | Hertha Berlino    |          |

| Cessioni | Cessioni              | Cessioni                 | Cessioni |
| R.       | Nome                  | a                        | Modalità |
| -------- | --------------------- | ------------------------ | -------- |
| C        | Thoralf Bennert       | Carl Zeiss Jena          |          |
| D        | Christian Beeck       | Hansa Rostock            |          |
| C        | Antoni Jeleń          | Sachsen Lipsia           |          |
| A        | Goran Markov          | Hansa Rostock            |          |
| C        | Ralf Rambow           | Eisenhüttenstädter Stahl |          |
| C        | Dirk Rehbein          | Hansa Rostock            |          |
| C        | Vidmantas Vysniauskas | Sachsen Lipsia           |          |

### Sessione invernale
| Acquisti | Acquisti      | Acquisti      | Acquisti |
| R.       | Nome          | da            | Modalità |
| -------- | ------------- | ------------- | -------- |
| D        | Frank Deville | Avenir Beggen |          |

| Cessioni | Cessioni    | Cessioni        | Cessioni |
| R.       | Nome        | a               | Modalità |
| -------- | ----------- | --------------- | -------- |
| A        | René Deffke | Carl Zeiss Jena |          |

## Risultati

### Regionalliga

#### Girone di andata
| Arbitro: | Koop |

|            |           |                                     |
| Namdar 87’ | Marcatori | 38’ Barbarez 44’ (rig.) Frąckiewicz |

| Arbitro: | Sax |

|                                        |           |              |
| Barbarez 69’ Frąckiewicz 78’ Skela 88’ | Marcatori | 24’ Fährmann |

| Arbitro: | Schößling |

|  |           |                  |
|  | Marcatori | 4’, 52’ Barbarez |

| Arbitro: | Sather |

|                                  |           |  |
| Boer 15’ Härtel 31’ Barbarez 55’ | Marcatori |  |

| Arbitro: | Feibig |

|  |           |                                                |
|  | Marcatori | 6’ Härtel 8’ Frąckiewicz 59’ Boer 71’ Barbarez |

| Arbitro: | Habermann |

|          |           |            |
| Boer 32’ | Marcatori | 39’ Wenzel |

| Arbitro: | Robel |

|             |           |                              |
| Schmidt 56’ | Marcatori | 61’ Barbarez 80’ Frąckiewicz |

| Arbitro: | Müller |

|                 |           |  |
| Frąckiewicz 70’ | Marcatori |  |

| Dresda 16 settembre 1995, ore 14:00 CEST 9ª giornata | Dinamo Dresda | 0 – 0 referto | Union Berlino | Rudolf-Harbig-Stadion (8 550 spett.)\| Arbitro: \| Fleske \| |
| Arbitro:                                             | Fleske        |               |               |                                                              |

| Arbitro: | Weber |

|                             |           |             |
| Persich 66’ Frąckiewicz 73’ | Marcatori | 62’ Danelia |

| Arbitro: | Fröhlich |

|  |           |                                   |
|  | Marcatori | 40’ Rehmer 50’ Barbarez 90’ Skela |

| Arbitro: | Wendorf |

|                          |           |                             |
| Barbarez 21’, 30’ (rig.) | Marcatori | 39’ Ziffert 77’ Vysniauskas |

| Arbitro: | Koop |

|               |           |                                        |
| Brestrich 66’ | Marcatori | 28’ Rehmer 50’ Frąckiewicz 70’ Küntzel |

| Berlino 5 novembre 1995, ore 14:00 CET 14ª giornata | Union Berlino | 0 – 0 referto | Rot-Weiß Erfurt | Stadio An der Alten Försterei (2 119 spett.)\| Arbitro: \| Kiefer \| |
| Arbitro:                                            | Kiefer        |               |                 |                                                                      |

| Arbitro: | Pleßke |

|  |           |            |
|  | Marcatori | 12’ Deffke |

| Arbitro: | Toschek |

|            |           |                                |
| Kuhlow 34’ | Marcatori | 6’, 68’ Oçelli 17’, 53’ Czakon |

| Arbitro: | Schößling |

|                              |           |  |
| Barbarez 14’ Frąckiewicz 82’ | Marcatori |  |

#### Girone di ritorno
| Arbitro: | Scheibel |

|  |           |                |
|  | Marcatori | 50’ Holzbecher |

| Arbitro: | Wendorf |

|               |           |            |
| Moustapha 82’ | Marcatori | 59’ Czakon |

| Arbitro: | Bley |

|                                                             |           |                        |
| Czakon 10’, 71’ Frąckiewicz 32’, 58’ Barbarez 35’, 39’, 44’ | Marcatori | 68’ Goschin 90’ Berndt |

| Arbitro: | Cyrklaff |

|              |           |  |
| Hoffmann 90’ | Marcatori |  |

| Arbitro: | Voigt |

|                                               |           |                  |
| Czakon 10’ Boer 43’, 52’, 87’ Frąckiewicz 60’ | Marcatori | 84’ (rig.) Woyde |

| Arbitro: | Heynemann |

|  |           |                                                         |
|  | Marcatori | 35’ Frąckiewicz 41’, 43’ Barbarez 58’ Härtel 70’ Czakon |

| Berlino 8 aprile 1996, ore 16:00 CEST 24ª giornata | Union Berlino | 0 – 0 referto | Erzgebirge Aue | Stadio An der Alten Försterei (3 064 spett.)\| Arbitro: \| Kruse \| |
| Arbitro:                                           | Kruse         |               |                |                                                                     |

| Arbitro: | Junghof |

|                           |           |            |
| Irrgang 37’, 86’ Gohr 74’ | Marcatori | 53’ Czakon |

| Arbitro: | Fleske |

|                                        |           |                       |
| Frąckiewicz 22’, 52’ (rig.) Czakon 80’ | Marcatori | 25’ Schmidt 54’ Hecht |

| Rathenow 4 aprile 1996, ore 18:00 CEST 27ª giornata | Optik Rathenow | 0 – 0 referto | Union Berlino | Stadion Vogelgesang (542 spett.)\| Arbitro: \| Schößling \| |
| Arbitro:                                            | Schößling      |               |               |                                                             |

| Arbitro: | Koop |

|            |           |             |
| Czakon 80’ | Marcatori | 83’ Rusayev |

| Arbitro: | Robel |

|  |           |                             |
|  | Marcatori | 21’ (rig.), 31’ Frąckiewicz |

| Arbitro: | Augar |

|                                            |           |            |
| Patschinski 30’, 48’ Rehmer 50’ Czakon 56’ | Marcatori | 22’ Franke |

| Erfurt 4 maggio 1996, ore 14:00 CEST 31ª giornata | Rot-Weiß Erfurt | 0 – 0 referto | Union Berlino | Steigerwaldstadion (1 022 spett.)\| Arbitro: \| Sather \| |
| Arbitro:                                          | Sather          |               |               |                                                           |

| Arbitro: | Spickenagel |

|                       |           |  |
| Czakon 25’ Härtel 27’ | Marcatori |  |

| Arbitro: | Fröhlich |

|                                                                        |           |  |
| Rehmer 9’ Härtel 29’ Patschinski 35’ Skela 69’ Czakon 83’ Barbarez 86’ | Marcatori |  |

| Arbitro: | Wagner |

|         |           |  |
| Kiel 3’ | Marcatori |  |

## Statistiche

### Statistiche di squadra
| Competizione         | Punti | In casa | In casa | In casa | In casa | In casa | In casa | In trasferta | In trasferta | In trasferta | In trasferta | In trasferta | In trasferta | Totale | Totale | Totale | Totale | Totale | Totale | DR  |
| Competizione         | Punti | G       | V       | N       | P       | Gf      | Gs      | G            | V            | N            | P            | Gf           | Gs           | G      | V      | N      | P      | Gf     | Gs     | DR  |
| -------------------- | ----- | ------- | ------- | ------- | ------- | ------- | ------- | ------------ | ------------ | ------------ | ------------ | ------------ | ------------ | ------ | ------ | ------ | ------ | ------ | ------ | --- |
| Regionalliga Nordest | 72    | 17      | 11      | 5       | 1       | 42      | 13      | 17           | 10           | 4            | 3            | 30           | 10           | 34     | 21     | 9      | 4      | 72     | 23     | +49 |
| Totale               | 72    | 17      | 11      | 5       | 1       | 42      | 13      | 17           | 10           | 4            | 3            | 30           | 10           | 34     | 21     | 9      | 4      | 72     | 23     | +49 |

### Andamento in campionato
| Giornata  | 1 | 2 | 3 | 4 | 5 | 6 | 7 | 8 | 9 | 10 | 11 | 12 | 13 | 14 | 15 | 16 | 17 | 18 | 19 | 20 | 21 | 22 | 23 | 24 | 25 | 26 | 27 | 28 | 29 | 30 | 31 | 32 | 33 | 34 |
| --------- | - | - | - | - | - | - | - | - | - | -- | -- | -- | -- | -- | -- | -- | -- | -- | -- | -- | -- | -- | -- | -- | -- | -- | -- | -- | -- | -- | -- | -- | -- | -- |
| Luogo     | T | C | T | C | T | C | T | C | T | C  | T  | C  | T  | C  | T  | T  | C  | C  | T  | C  | T  | C  | T  | C  | T  | C  | T  | C  | T  | C  | T  | C  | C  | T  |
| Risultato | V | V | V | V | V | N | V | V | N | V  | V  | N  | V  | N  | V  | V  | V  | P  | N  | V  | P  | V  | V  | N  | P  | V  | N  | N  | V  | V  | N  | V  | V  | P  |
| Posizione | 6 | 2 | 2 | 2 | 1 | 1 | 1 | 1 | 2 | 2  | 1  | 1  | 1  | 2  | 2  | 1  | 1  | 2  | 2  | 2  | 2  | 2  | 1  | 2  | 2  | 2  | 2  | 2  | 2  | 2  | 2  | 2  | 2  | 2  |

Legenda:

Luogo: C = Casa; T = Trasferta. Risultato: V = Vittoria; N = Pareggio; P = Sconfitta.

### Statistiche dei giocatori
| S. Barbarez    | 30 | 17 | 4  | 0 |
| D. Bergner     | 14 | 0  | 3  | 0 |
| T. Boer        | 28 | 6  | 1  | 0 |
| M. Czakon      | 20 | 13 | 1  | 0 |
| R. Deffke      | 13 | 1  | 2  | 0 |
| F. Deville     | 5  | 0  | 0  | 0 |
| J. Frąckiewicz | 32 | 16 | 8  | 0 |
| J. Härtel      | 33 | 5  | 11 | 1 |
| G. Klews       | 33 | 0  | 4  | 0 |
| O. Kosche      | 34 | 0  | 1  | 0 |
| M. Küntzel     | 26 | 1  | 0  | 0 |
| A. Oçelli      | 9  | 2  | 3  | 2 |
| N. Patschinski | 21 | 3  | 1  | 0 |
| T. Persich     | 29 | 1  | 1  | 0 |
| T. Petzold     | 7  | 0  | 0  | 0 |
| F. Placzek     | 2  | 0  | 0  | 0 |
| M. Rehmer      | 30 | 4  | 8  | 0 |
| R. Schröder    | 32 | 0  | 4  | 0 |
| J. Schwanke    | 22 | 0  | 9  | 0 |
| E. Skela       | 18 | 3  | 2  | 0 |
| A. Zimmermann  | 29 | 0  | 5  | 0 |